# 1997 au Belize
Chronologie du Belize
- 1993
- 1994
- 1995
- 1996
- 1997
- 1998
- 1999
- 2000
- 2001

Cet article présente les faits marquants de l'année 1997 au Belize.

## Gouvernement
- Monarque : Élisabeth II
- Gouverneur général : Colville Young
- Premier ministre : Manuel Esquivel

## Statistiques
- x

## Évènements

### Non daté
- Fermeture de la Corozal Sugar Factory (en), à Libertad, dans le district de Corozal[1].
- Fondation du Sarstoon Temash Institute for Indigenous Management (en) (« Institut Sarstoon Temash pour la gestion autochtone »), un organisme sans but lucratif et non gouvernemental. L'Institut regroupe les communautés mayas et garifunas du sud du Belize. Celles-ci l'ont créé quand elles ont découvert que le gouvernement avait transformé leurs terres ancestrales en parc national (en) trois ans plus tôt sans les consulter[2].
- Le Belize devient pays membre de la Banque interaméricaine de développement[3].
- Création du Ya'axché Conservation Trust après la découverte d'un projet de déforestation dans le district de Toledo. Le projet de cultures d'agrumes et de fermes d'élevage de crevettes menace un important corridor biologique. Le Trust achète les terrains l'année suivante et créé une réserve naturelle privée : la Golden Stream Corridor Preserve (en)[4],[5].

### Janvier
- x

### Février
- x

### Mars
- 11 mars : Élections municipales béliziennes de 1996-1997.
- 31 mars : le gel des salaires des fonctionnaires démarré au 1er avril 1995 est levé[6].

### Avril
- x

### Mai
- 14 mai : mise en place de relations diplomatiques entre le Belize et l'Afrique du Sud[7].

### Juin
- Saison cyclonique 1997 dans l'océan Atlantique nord.
- 19 juin : mise en place de relations diplomatiques entre le Belize et la Finlande[8].

### Juillet
- x

### Août
- x

### Septembre
- 21 septembre : Fête nationale.
- 30 septembre : mise en place de relations diplomatiques entre le Belize et le Mozambique[9].

### Octobre
- x

### Novembre
- x

### Décembre
- x

## Sport
- Fondation de l'Association nationale de cricket du Belize (en) (Belize National Cricket Association). Elle est membre affilié au Conseil international du cricket[10].
- Fondation du San Pedro Seadogs FC (en).

## Décès
- x